# Dactylolabis confinis
Dactylolabis confinis là một loài ruồi trong họ Limoniidae. Chúng phân bố ở miền Cổ bắc.